# アルドン
アルドン（Ardón）は、スペイン・カスティーリャ・イ・レオン州レオン県のムニシピオ（基礎自治体）。エル・パラモ郡に属する。自治体内には6つの集落がある。
また、レオン語で書かれた現存する最古の文書「Nodicia de Kesos」が、この地で発見されている。

## 地理
アルドンはレオン県の南部に位置し、その中心地区は海抜およそ810mの高度に位置する。隣接自治体は北がチョーサス・デ・アバッホ、南がバルデビンブレとビジャマニャン、東がカンポ･デ･ビジャビデルとカブレーロス・デル・リオ、そして西がバルデビンブレとチョーサス・デ・アバッホである。
自治体内を北から南へエスラ川が流れている。

### 交通
また、自治体内を南北に高速道路A-66号線（A-66）が走っている。また、それと平行して国道N-630号線（N-630）も通っている。

### 人口
| アルドンの人口推移 1900－2010                           |
|                                                         |
| 出典:INE（スペイン国立統計局）1900年 - 1991年、1996年 - |

## 政治
自治体首長はカスティーリャ・イ・レオン国民党（Partido Popular de Castilla y León、PPCyL）のヘスス・アロンソ・カスティージョ（Jesús Alonso Castillo）で、自治体評議員は、カスティーリャ・イ・レオン国民党：5、カスティーリャ・イ・レオン社会党（Partido Socialista de Castilla y León、PSCyL）：1、UPL：1となっている（2011年5月22日の自治体選挙結果、得票順）。
| 1999年6月13日自治体選挙 |        |        |          |
| 政党                    | 得票数 | 得票率 | 獲得議席 |
| PSOE                    | 193    | 38.14% | 3        |
| AEI-A                   | 165    | 32.61% | 2        |
| PP                      | 142    | 28.06% | 2        |

| 2003年5月25日自治体選挙 |        |        |          |
| 政党                    | 得票数 | 得票率 | 獲得議席 |
| PP                      | 138    | 29.36% | 2        |
| PSOE                    | 136    | 28.94% | 2        |
| UPL                     | 112    | 23.83% | 2        |
| CIULE                   | 73     | 15.53% | 1        |

| 2007年5月27日自治体選挙 |        |        |          |
| 政党                    | 得票数 | 得票率 | 獲得議席 |
| PP                      | 176    | 42.62% | 3        |
| UPL                     | 116    | 28.09% | 2        |
| PSOE                    | 112    | 27.12% | 2        |

| 2011年5月22日自治体選挙 |        |        |          |
| 政党                    | 得票数 | 得票率 | 獲得議席 |
| PP                      | 241    | 60.71% | 5        |
| PSOE                    | 93     | 23.43% | 1        |
| UPL                     | 50     | 12.59% | 1        |

### 司法行政
アルドンはレオン司法管轄区に属す。